# فيليسيتي جونز (مدونة)
فيليسيتي جونز (بالإنجليزية: Felicity Jones)‏ هي مدونة أمريكية، ولدت في 20 يوليو 1988 في نيوتن في الولايات المتحدة.

## وصلات خارجية
- الموقع الرسمي